# К критике политической экономии

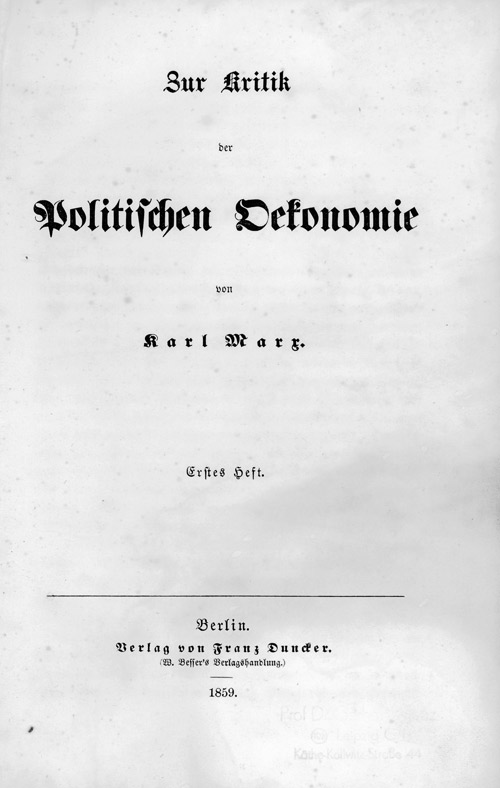
Обложка первого издания

«К критике политической экономии» (нем. Zur Kritik der politischen Ökonomie) — работа Карла Маркса по философии и политической экономии. Написана в августе 1858 — январе 1859 года.
Одна из наиболее значимых работ по критике политической экономии.

## Значение
В работе в классическом виде сформулировано материалистическое понимание истории, являющееся основой философии истории Маркса и изложена трудовая теория стоимости, являющаяся основой экономического учения Маркса. В работе методом перехода от простых категорий к более сложным анализируются понятия товара и стоимости. Раскрыта двойственная природа товара как единства потребительной стоимости и меновой стоимости и двойственный характер труда как единства конкретного труда и абстрактно-всеобщего труда. Изложена марксистская теория денег и денежного обращения. Исследованы функции денег — средство обращения, средство образования сокровищ, средство платежа, мировые деньги. Сформулирован закон количества денег, необходимого для обращения и другие законы денежного обращения. В предисловии к работе Маркс кратко освещает историю своих исследований по экономике и формулирует материалистическое понимание истории:

В общественном производстве своей жизни люди вступают в определённые, необходимые, от их воли не зависящие отношения — производственные отношения, которые соответствуют определённой ступени развития их материальных производительных сил. Совокупность этих производственных отношений составляет экономическую структуру общества, реальный базис, на котором возвышается юридическая и политическая надстройка и которому соответствуют определённые формы общественного сознания. Способ производства материальной жизни обусловливает социальный, политический и духовный процессы жизни вообще. He сознание людей определяет их бытие, а, наоборот, их общественное бытие определяет их сознание. На известной ступени своего развития материальные производительные силы общества приходят в противоречие с существующими производственными отношениями, или — что является только юридическим выражением последних — с отношениями собственности, внутри которых они до сих пор развивались. Из форм развития производительных сил эти отношения превращаются в их оковы. Тогда наступает эпоха социальной революции. С изменением экономической основы более или менее быстро происходит переворот во всей громадной надстройке.
Товар рассматривается как носитель потребительной стоимости и меновой стоимости. Потребительная стоимость товара означает его полезность для потребителя, возможность удовлетворять потребности человека. Потребительная стоимость не зависит от общественных отношений и образует конкретное вещественное содержание. Её создаёт конкретный труд работника. Меновая стоимость, наоборот, является общественным отношением и не зависит от конкретного вещественного содержания товара. Её создаёт абстрактно-всеобщий «труд, в котором индивидуальность работающих стёрта». Источником меновой стоимости Маркс называл общественно необходимое время, необходимое для изготовления товара (позже, в третьем томе «Капитала» он связывал стоимость со временем на «воспроизводство товара»). Деньги представляют собой особый товар, особенно удобный по своим вещественным свойствам (транспортабельность, делимость, неизнашиваемость) для материального воплощения абстрактно-всеобщего, общественного труда в процессах обмена между товаропроизводителями. Натуральные деньги имеют стоимость в силу того, что, как и другие товары, они являются продуктом труда. Деньги являются законченным высшим выражением стоимости, удобным средством для нахождения эквивалента общественного труда в частном труде. Маркс исследовал функции денег: средство обращения, средство образования сокровищ, средство платежа, мировые деньги. В работе сформулирован основной закон денежного обращения: количество денег, необходимое для обращения, прямо пропорционально количеству и цене обмениваемых товаров и обратно пропорционально скорости обращения денег. Дан обзор основных теорий обращения денег.

## История написания и издания
В августе 1857 года Маркс начал систематизацию материала и написание большого экономического произведения. Первый план этого произведения Маркс составил в августе — сентябре 1857 года. В течение следующих нескольких месяцев Маркс детализирует свой план и в апреле 1858 года решает, что вся работа будет состоять из шести книг. Первую книгу он намечал посвятить исследованию капитала (причём автор собирался перед изложением проблем капитала вставить несколько вступительных глав); вторую книгу — земельной собственности, третью — исследованию наёмного труда, четвёртую — государству, пятую — международной торговле, а шестую — мировому рынку. Предполагалось, что первая книга будет включать четыре отдела, причём в первый войдут три главы: 1) стоимость, 2) деньги и 3) капитал.
Работая над первой книгой, то есть над книгой «О капитале», Маркс с августа 1857 по июнь 1858 написал рукопись объёмом около 50 печатных листов, изданные после смерти автора на немецком языке под названием «Grundrisse der Kritik der politischen Oekonomie (Rohentwurf)» («Очерк критики политической экономии (черновик)») и известные также как «Экономические рукописи 1857—1859 годов». В этой рукописи, содержащий общее вступление, раздел о деньгах и значительно больше раздел о капитале, Маркс изложил первые результаты своих многолетних экономических исследований, в том числе основные положения своей теории прибавочной стоимости. Рукопись 1857—1858 годов является, по сути, начальным незавершённым вариантом первой части задуманного тогда же Марксом фундаментального экономического произведения.
В начале 1858 года Маркс решает начать издание своего труда отдельными выпусками. Заключив предварительный договор с берлинским издателем Францем Дункером, он работает над первым выпуском. В августе 1858 — январе 1859 года Маркс переработал главу о деньгах, написал главу о товаре, отредактировав окончательный текст этой рукописи и, дав ему название «К критике политической экономии» 26 января 1859 года отправил издателю в Берлин. Вместо запланированных 5—6 печатных листов первый выпуск разросся до 12 печатных листов и поместил уже не три главы, как предусматривал план, а только две. В феврале 1859 года Маркс отправил издателю и предисловие, и сочинение вышло в июне 1859 года.
Вслед за первым выпуском Маркс намеревался опубликовать второй, обратившись к проблеме капитала. Дальнейшие исследования, однако, побудили Маркса изменить первоначальный план своего большого труда. План из шести книг изменился планом четырёх томов «Капитала». Поэтому вместо второго и последующих выпусков Маркс подготовил «Капитал», в который в переработанном виде также включил некоторые основные положения книги «К критике политической экономии».
При жизни Маркса книга «К критике политической экономии» не переиздавалась. Исключение составляло предисловие, в сокращённом виде опубликованное 4 июня 1859 года также в лондонской немецкой газете «Das Volk» («Народ»). Отрывок из второго раздела книги, посвящённый критике утопической теории «трудовых денег», Энгельс включал в дополнение к немецким изданиям 1885 и 1892 года произведения Маркса «Нищета философии».
Владимир Николаевич Никифоров полагал, что в неразрывной связи с предисловием к данной работе следует рассматривать марксов труд «Формы, предшествующие капиталистическому производству».